# Parémiologie
La parémiologie, du grec πᾰροιμῐ́ᾱ (paroimíā), « proverbe », est la discipline qui a pour objet l'étude des proverbes et expressions apparentées — sentences, préceptes, slogans, devises, etc. — reprises sous le nom de « parémies »[pas clair].

## Brève histoire de la recherche
Cette discipline s'est longtemps développée de manière indépendante, voire cloisonnée, avant de progressivement connaitre un développement international notamment grâce aux travaux du germaniste et linguiste américain Archer Taylor (1890-1973). Son ouvrage The Proverb, publié en 1931, est encore considéré de nos jours comme une incontournable introduction à la parémiologie.
Matti Kuusi (1914-1998), son plus proche collaborateur et premier éditeur de la revue internationale Proverbium (de 1965 à 1975), a poursuivi son œuvre. Il s'est notamment intéressé au statut de la parémiologie dans les milieux académiques, souvent confinée aux instituts d'ethnologie, et s'est attaché à établir une typologie des proverbes et une terminologie parémiologique.
Se réclamant de ces deux précurseurs, le linguiste Wolfgang Mieider a poursuivi le travail de publication et d'internationalisation de la discipline à la tête de la revue Proverbium, qu'il dirige encore au début du XXIe siècle. La parémiologie a depuis les années 1960 pris un essor important et reste en constante évolution. Parmi les chercheurs marquants de la fin du XXe siècle, on peut mentionner les français Claude Buridant, François Suard et l’ethnologue et linguiste belge François-Marie Rodegem (1919-1991), auquel on doit, suivant le premier, « des critères remarquables d'identification et de classement ».

### Nomenclatures
Plusieurs tentatives de nomenclatures ont essayé de démêler le flou terminologique qui règne en cherchant à appliquer une échelle de valeurs entre toutes les formules sapientales[pas clair] afin de procurer à la recherche un ensemble terminologique commun. On trouve une première proposition de nomenclatures significative chez le chercheur espagnol José Gella Iturriaga, en 1977, regroupées sous le terme dicho. La recherche espagnole est d'ailleurs à la pointe de la discipline avec la revue internationale Paremia. Julia Sevilla compte plusieurs formules gnomiques que recouvre le terme paremia : les proverbes, les dictons, les locutions proverbiales, les sentences, les maximes, les apophtegmes, les dialogismes, les principes, les  adages et les wellerismes. D'autres unités linguistiques peuvent également avoir certaines caractéristiques parémiologiques comme la devise, le précepte ou l'expression populaire, que Sevilla appelle « presque parémies ».
En 1984, en France, François-Marie Rodegem substitue, avec François Suard, le terme de « parémie » à « ce qu'on appelle généralement proverbe ». La parémie est alors définie comme « une sentence lapidaire normative » à « réserver aux énoncés sentencieux pris globalement ». Suivant Rodegem, elle se caractérise par sa morphologie rythmique, sa structure analogique et son statut normatif. Rodegem propose une répartition de dix types d'expressions parémiologiques en trois groupes, l'un exprimant une morale générale (proverbe, locution proverbiale, maxime, aphorisme), le suivant exprimant une norme restreinte (dicton, adage, slogan, devise) et le dernier regroupant les genres marginaux (apophtegme, wellerisme).
Ces nomenclatures sont encore l'objet de débat et l'on trouve encore d'autres présentations, notamment dans les travaux de Pierre J.L. Arnaud qui, dans son article Réflexions sur les proverbes distingue lui onze catégories de parémies, rejetant notamment le wellerisme et ajoutant l'axiome et les truismes proverbiaux. Il propose par ailleurs une méthode d'identification fondée sur une série de filtres successifs — lexicalité, autonomie syntaxique, autonomie textuelle, valeur de vérité générale et anonymat — au travers desquels seuls les proverbes doivent ressortir.